# Срняк
Срняк (словен. Srnjak) — поселення в общині Велике Лаще, Осреднєсловенський регіон, Словенія. 
Висота над рівнем моря: 573,7 м.